# Vsevolod I

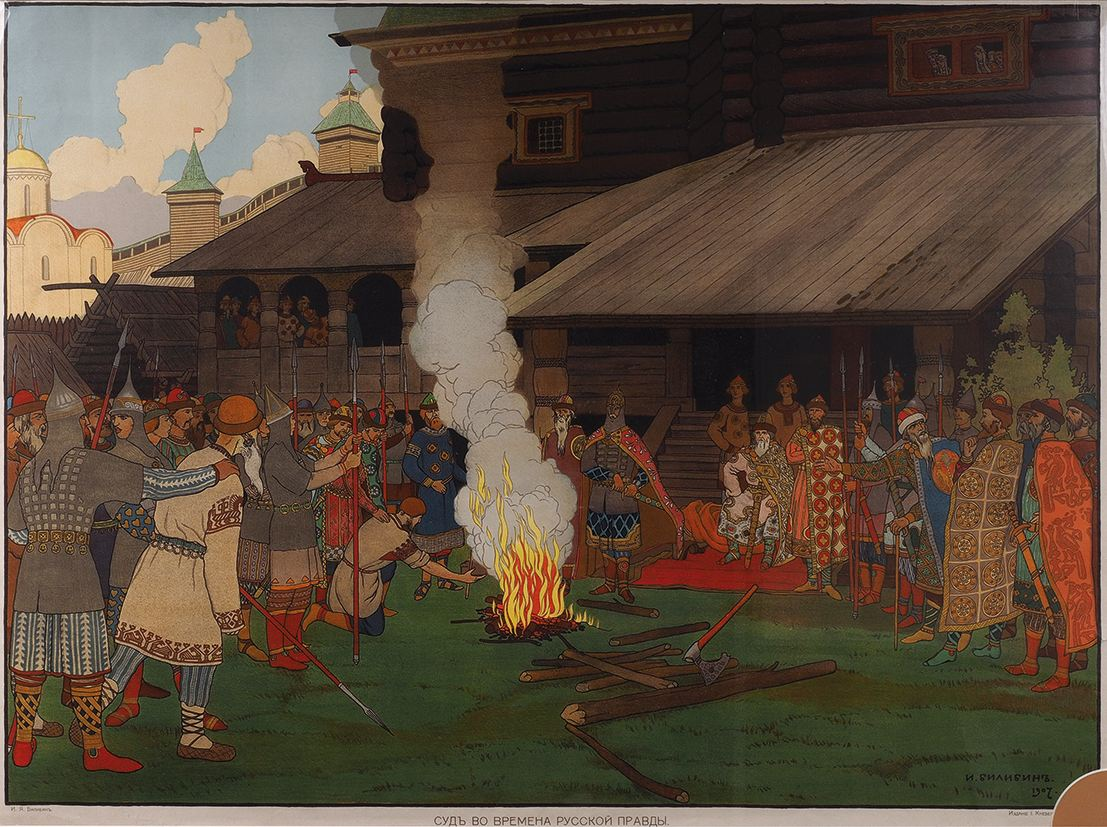
Het Kievse hof ten tijde van Vsevolod I.

Vsevolod I van Kiev (Russisch: Всеволод I Ярославич) (1030 - Kiev, 13 april 1093) was van 1078 tot zijn dood grootvorst van Kiev.
Vsevolod was de vierde en favoriete zoon van Jaroslav de Wijze, uit zijn tweede huwelijk met Ingegerd van Zweden. 
Om een wapenstilstand met het Byzantijnse Rijk in 1046 te bezegelen, huwde zijn vader hem met een verwante van keizer Constantijn IX Monomachos. Vaak wordt beweerd dat ze een dochter van Constantijn was (met de naam Anastasia, Maria of Irina) maar daar is geen bewijs voor. Na de dood van zijn vader in 1054, werd hij prins van Perejaslav, Rostov en Soezdal. Samen met zijn oudere broers Izjaslav (grootvorst van Kiev) en Svjatoslav, voerde hij oorlog tegen de Koemanen en stelde hij wetten op. Ca. 1062 werd Vsevolod verslagen door de Koemanen en moest hij zicht terugtrekken op Kiev. In 1073 verdreven Svjatoslav en Vsevolod samen Izjaslav. Svjatoslav werd grootvorst en Vsevolod werd prins van Tsjernigov, als opvolger van Svjatoslav.
Na de dood Svjatoslav (1076) werd Vsevolod als grootvorst gekozen. Oleg, de zoon van Svjatoslav, eiste Tsjernihiv op. In 1077 moest Vsevolod aftreden als grootvorst ten gunste van Izjaslav. Vsevolod verdreef daarop Oleg uit Tsjernihiv maar moest de stad weer opgeven toen Oleg terugkwam met steun van de Koemanen. Vsevolod en Izjaslav versloegen Oleg weer op 3 oktober 1078, Izjaslav werd in die slag gedood.
Na de dood van Izjaslav werd Vsevolod opnieuw grootvorst van Kiev. Vsevolod had bewezen geen succesvol militair te zijn en liet het oorlog voeren bij voorkeur over aan zijn oudste zoon Vladimir Monomach. Vsevolod was een ontwikkeld man die vijf talen sprak en de Griekse klassieken kende. De laatste jaren van zijn leven was hij ernstig ziek en werd de regering door Vladimir waargenomen. Vsevolod werd begraven in de Sint-Sofiakathedraal (Kiev). Hij werd opgevolgd door Svjatopolk II van Kiev.

## Huwelijken en kinderen
Vsevolod had bij zijn onbekende Byzantijnse vrouw (ovl. 1067) één kind: Vladimir Monomach.
Vsevolod hertrouwde met een Koemaanse prinses. Zij kregen de volgende kinderen:
- Rostislav, (1070 - 26 mei 1093), prins van Pereiaslav, verdronk op campagne tegen de Koemanen toen hij zich na een verloren veldslag met Svjatopolk II en Vladimir Monomach moest terugtrekken over de rivier de Stuhna. Begraven in de Sint-Sofiakathedraal (Kiev);
- Eupraxia van Kiev;
- Jekaterina (ovl. 11 augustus 1108), non;
- onbekende dochter, ovl. 1089;
- Anna Vsevolodovna (ovl. 3 november 1112), abdis van Janczyn (bij Lviv), haalde in 1089 metropoliet Johannes III van Kiev op uit Constantinopel.